# Rotterdam Open 2023 - Qualificazioni singolare
Le qualificazioni del singolare del Rotterdam Open 2023 sono state un torneo di tennis preliminare per accedere alla fase finale della manifestazione. I vincitori dell'ultimo turno sono entrati di diritto nel tabellone principale. In caso di ritiro di uno o più giocatori aventi diritto a questi sono subentrati i lucky loser, ossia i giocatori che hanno perso nell'ultimo turno ma che avevano una classifica più alta rispetto agli altri partecipanti che avevano comunque perso nel turno finale.

## Teste di serie
1. Constant Lestienne (qualificato)
2. Arthur Rinderknech (primo turno)
3. Quentin Halys (ultimo turno, lucky loser)
4. Mikael Ymer (qualificato)

1. Grégoire Barrère (qualificato)
2. Roman Safiullin (ultimo turno)
3. Nikoloz Basilašvili (ultimo turno)
4. Aslan Karacev (qualificato)

## Qualificati
1. Constant Lestienne
2. Aslan Karacev

1. Grégoire Barrère
2. Mikael Ymer

### Lucky loser
1. Quentin Halys

## Tabellone

### Legenda
| - Q = Qualificato - WC = Wild card - LL = Lucky loser | - ALT = Alternate - SE = Special Exempt - PR = Protected Ranking | - w/o = Walkover - r = Ritirato - d = Squalificato |

### Sezione 1
|  | Primo turno | Primo turno         | Primo turno         | Primo turno | Primo turno |  |  | Ultimo turno | Ultimo turno        | Ultimo turno        | Ultimo turno | Ultimo turno |  |
|  |             |                     |                     |             |             |  |  |              |                     |                     |              |              |  |
|  | 1           | Constant Lestienne  | Constant Lestienne  | 7           | 7           |  |  |              |                     |                     |              |              |  |
|  | Alt         | Maximilian Marterer | Maximilian Marterer | 65          | 64          |  |  | 1            | Constant Lestienne  | Constant Lestienne  | 7            | 6            |  |
|  | WC          | Max Houkes          | Max Houkes          | 4           | 4           |  |  | 7            | Nikoloz Basilašvili | Nikoloz Basilašvili | 5            | 4            |  |
|  | 7           | Nikoloz Basilašvili | Nikoloz Basilašvili | 6           | 6           |  |  |              |                     |                     |              |              |  |

### Sezione 2
|  | Primo turno | Primo turno          | Primo turno          | Primo turno | Primo turno |  |  | Ultimo turno | Ultimo turno   | Ultimo turno   | Ultimo turno | Ultimo turno |  |
|  |             |                      |                      |             |             |  |  |              |                |                |              |              |  |
|  | 2           | Arthur Rinderknech   | Arthur Rinderknech   | 63          | 1           |  |  |              |                |                |              |              |  |
|  |             | Jurij Rodionov       | Jurij Rodionov       | 7           | 6           |  |  |              | Jurij Rodionov | Jurij Rodionov | 5            | 5            |  |
|  | WC          | Sidané Pontjodikromo | Sidané Pontjodikromo | 4           | 3           |  |  | 8            | Aslan Karacev  | Aslan Karacev  | 7            | 7            |  |
|  | 8           | Aslan Karacev        | Aslan Karacev        | 6           | 6           |  |  |              |                |                |              |              |  |

### Sezione 3
|  | Primo turno | Primo turno      | Primo turno      | Primo turno | Primo turno |  |  | Ultimo turno | Ultimo turno     | Ultimo turno | Ultimo turno | Ultimo turno |  |
|  |             |                  |                  |             |             |  |  |              |                  |              |              |              |  |
|  | 3           | Quentin Halys    | Quentin Halys    | 6           | 6           |  |  |              |                  |              |              |              |  |
|  |             | Zizou Bergs      | Zizou Bergs      | 3           | 2           |  |  | 3            | Quentin Halys    | 7            | 63           | 6(1)         |  |
|  | WC          | Jesper de Jong   | Jesper de Jong   | 5           | 2           |  |  | 5            | Grégoire Barrère | 64           | 7            | 7            |  |
|  | 5           | Grégoire Barrère | Grégoire Barrère | 7           | 6           |  |  |              |                  |              |              |              |  |

### Sezione 4
|  | Primo turno | Primo turno     | Primo turno | Primo turno | Primo turno |  |  | Ultimo turno | Ultimo turno    | Ultimo turno | Ultimo turno | Ultimo turno |  |
|  |             |                 |             |             |             |  |  |              |                 |              |              |              |  |
|  | 4           | Mikael Ymer     | Mikael Ymer | 7           | 7           |  |  |              |                 |              |              |              |  |
|  |             | Borna Gojo      | Borna Gojo  | 5           | 5           |  |  | 4            | Mikael Ymer     | 2            | 6            | 6            |  |
|  |             | Elias Ymer      | 6           | 2           | 4           |  |  | 6            | Roman Safiullin | 6            | 3            | 4            |  |
|  | 6           | Roman Safiullin | 3           | 6           | 6           |  |  |              |                 |              |              |              |  |